# Mizukami
Mizukami (水上村, Mizukami-mura) est un village du district de Kuma, dans la préfecture de Kumamoto au Japon.

## Géographie
Le village de Mizukami est situé dans le sud-est de la préfecture de Kumamoto, à la limite ouest de la préfecture de Miyazaki.
La source du fleuve Kuma se trouve dans le nord du village, à une altitude de 1 489 m.

### Démographie
Au 1er février 2016, sa population s'élevait à 2 197 habitants répartis sur une superficie de 190,96 km2.
Lors du recensement national de 2010, le village comptait 2 405 habitants, dont 38,5 % âgés de plus de 65 ans.

### Municipalités voisines
| Yatsushiro      | Yatsushiro / Shiiba*              | Shiiba*    |
| Taragi / Itsuki | Mizukami(*préfecture de Miyazaki) | Shiiba*    |
| Yunomae         | Yunomae / Nishimera*              | Nishimera* |

### Climat
Le climat du village de Mizukami est du type tempéré chaud. La température annuelle moyenne est d'environ 13,3 °C et les précipitations annuelles sont de 2 901 mm. L'hiver, le mercure peut descendre jusqu'à −2 °C et grimper jusqu'à 28 °C en été.

## Économie
Mizukami est une commune rurale de tradition agricole exploitant des ressources naturelles de la région, notamment le bois.
En 2010, 32 % des personnes ayant un emploi (soit 47 % de la population du village) travaillaient dans le secteur primaire (agriculture, élevage et sylviculture), 21 % dans le secteur secondaire (construction et industrie manufacturière) et 47 % dans le secteur tertiaire (commerce, services et administration).

## Histoire
En novembre 1895, au cours de la mise en place du nouveau système d'administration des municipalités élaboré par le gouvernement de Meiji, trois villages sont fusionnés pour former le village de Mizukami.

## Symboles municipaux
L'arbre symbole de la municipalité de Mizukami est le cèdre du Japon, sa fleur symbole est la fleur des rhododendrons arbustifs appartenant au sous-genre Hymenanthes et son oiseau symbole la bergeronnette du Japon.